# Aardbeving Casiguran 1968
De aardbeving van Casiguran in 1968 was een aardbeving in de Filipijnen op 2 augustus 1968. Het epicentrum van de aardbeving, met een kracht van 7,3 op de schaal van Richter, lag in de gemeente Casiguran in de noordwestelijke provincie Aurora. De aardbeving was een van de meest verwoestende Filipijnse aardbevingen van de 20e eeuw en veroorzaakte een tsunami die tot aan Japan reikte.
De meeste slachtoffers als gevolg van deze aardbeving vielen in Manilla, waar 268 mensen overleden en nog eens 261 mensen gewond raakten. Veel gebouwen, met name die aan de oever van de Pasig, liepen ernstige schade op. Het overgrote deel van de dodelijke slachtoffers in Manilla kwamen om door het instorten van de Ruby Tower in het district Binondo. Dit gebouw van zes verdiepingen stortte bijna in zijn geheel in en hierbij kwamen 260 mensen om het leven. De oorzaak hiervan zou liggen in het gebruik van een slecht ontwerp en het gebruik van slechte bouwmaterialen. Rondom de plaats Casiguran veroorzaakte de aardbeving diverse landverschuiving. De meest verwoestende daarvan vond plaats in de Baai van Casiguran.